# Безсонов Євген Іванович
Євге́н Іва́нович Безсо́нов (рос. Евгений Иванович Бессонов; 20 липня 1923, Москва — 22 жовтня 2009) — полковник у відставці. Автор книги мемуарів «Танковий десант». Почесний громадянин Кам'янця-Подільського (2002).

## Біографія
Євген Безсонов народився 20 липня 1923 року в Москві. Батько Іван Васильович 1908 року приїхав у Москву із села. Мати Ольга Павлівна була корінною москвичкою. Батько до революції працював прикажчиком, а після — в державному торговому секторі. Мама була кравчинею до революції, а потім не працювала, виховувала сина Євгена та трьох його старших сестер — Олену, Галину та Любов.
1941 року Євген закінчив середню школу. В армії прослужив 35 років — у 1941—1976 роках. Закінчив службу у званні полковника. Від жовтня 1942 до серпня 1991 року був членом Комуністичної партії.
Учасник Великої Вітчизняної війни. Був командиром взводу та роти танкового десанту 1-го мотострілецького батальйону 49-ї механізованої бригади 6-го гвардійського мехкорпусу 4-ї гвардійської танкової армії. Учасник визволення Кам'янця-Подільського 25—26 березня 1944 року. Як зазначає Євген Безсонов, «я взагалі-то не люблю говорити, що я першим увійшов у місто Кам'янець-Подільський, але це так».
У 1949—1953 роках навчався у військовій академії. Після закінчення академії у 1953—1976 роках перебував на службі в Головному управлінні кадрів Міністерства оборони СРСР.
22 травня 2002 року сесія Кам'янець-Подільської міської ради надала Безсонову звання почесного громадянина Кам'янця-Подільського.

## Мемуари
Євген Безсонов — автор книги спогадів «На Берлін» (2005). Її перевидано під назвою «Танковий десант» (2008). Книгу також перекладено та видано англійською мовою — «Tank rider into the Reich with Red Army».